# Avialae

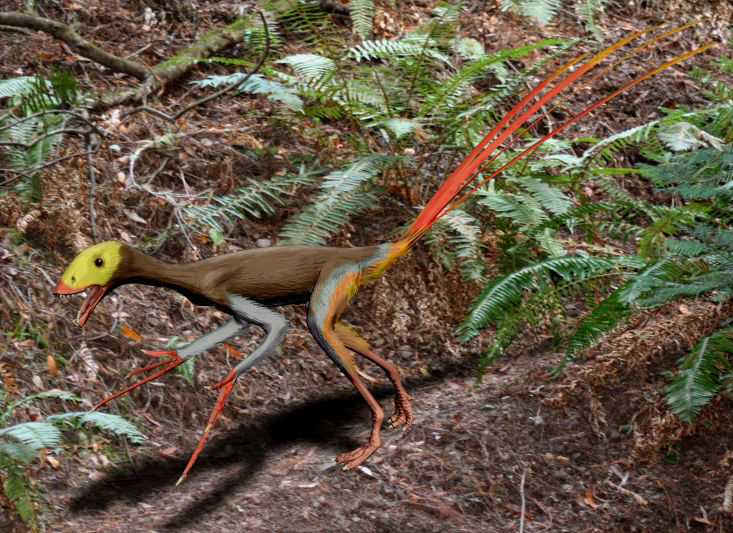
Epidexipteryx, en Scansoriopterygid.

Avialae är en taxonomisk grupp inom paleontologin, som myntades av J. A Gauthier 1986, och som inkluderar fåglarna (Aves), och dinosauriefamiljen Scansoriopterygidae, som tros vara en systertaxon till fåglarna.